# Флаг Александровского
Флаг внутригородского муниципального образования Александровский (до 2021 года — муниципальный округ № 75) во Фрунзенском районе города Санкт-Петербурга Российской Федерации — опознавательно-правовой знак, служащий официальным символом муниципального образования и знаком единства его населения.
Флаг утверждён 27 ноября 2007 года и внесён в Государственный геральдический регистр Российской Федерации с присвоением регистрационного номера 3998.

## Описание
«Флаг муниципального образования муниципальный округ № 75 представляет собой прямоугольное полотнище с отношением ширины флага к длине — 2:3, воспроизводящее композицию герба муниципального образования муниципальный округ № 75 в синем, белом и жёлтом цветах».
Геральдическое описание герба гласит: «В лазоревом (синем, голубом) поле два серебряных пониженных горящих золотым пламенем факела накрест, сопровождаемые вверху выходящим с боков серебряным покровом, приподнятым и собранным над серебряным колесом о четырёх спицах».

## Символика
Флаг составлен на основании герба муниципального образования муниципальный округ № 75, в соответствии с традициями и правилами вексиллологии и отражает исторические, культурные, социально-экономические, национальные и иные местные традиции.
На территории округа близ железнодорожной станции Обухово расположено Кладбище Памяти жертв 9-го января, основанное в 1872 году. Тогда Санкт-Петербургское городское управление устроило у 10-й версты Преображенское кладбище и платформу у запасного пути Александровской полустанции. В 1877 году движение поездов значительно увеличилось и полустанцию перенесли ближе к кладбищу. Здесь построили пассажирское здание выстроенное по типу станций III и IV классов и две пассажирские платформы. До 1925 года станция называлась Преображенское.
В 1881 году на кладбище тайно были похоронены казнённые народовольцы, организовавшие покушение на Александра II, в 1901 году — погибшие участники Обуховской обороны, а в 1905 году здесь происходили массовые захоронения жертв «кровавого воскресенья». На флаге муниципального образования муниципальный округ № 75 символом этого служат два горящих золотым пламенем серебряных факела.
Серебряное колесо с одной стороны символизирует железнодорожную станцию Обухово, возникновение которой послужило дальнейшему развитию территории, а с другой стороны проходящие ныне через территорию муниципального образования муниципальный округ № 75 важные транспортные магистрали Купчина — Бухарестскую и Софийскую улицу.
Горящие факелы — символ прогресса, света, знаний.
Синий цвет полотнища символизирует ряд прудов в северной части округа (близ современного парка Интернационалистов), которые напоминают о русле протекавшей здесь реки Волковки (другое её название — Чёрная речка), возникших здесь в 1970—1980 годы после прокладки искусственного русла реки Волковки.
Жёлтый цвет (золото) — верховенство, величие, слава, интеллект, постоянство, справедливость, добродетель, верность, уважение, великолепие.
Белый цвет (серебро) — чистота помыслов, правдивость, невинность, благородство, откровенность, непорочность, надежда.
Синий цвет (лазурь) — символ красоты, любви, мира, возвышенных устремлений, честность, верность, безупречность.